# Sami al-Hashash
Sami al-Hashash (arabisch سامي الحشاش, DMG Sāmī al-Ḥaššāš; * 15. September 1959) ist ein ehemaliger kuwaitischer Fußballspieler.

## Karriere
In seiner Zeit bei al-Arabi stand er im Kader der kuwaitischen Nationalmannschaft bei den Olympischen Spielen 1980, kam zweimal zum Einsatz (einmal in der Startelf). Im Kader der Weltmeisterschaft 1982 kam er jedoch in keinem der drei Vorrunden-Spiele zum Einsatz.